# Journal of the History of Philosophy
Il Journal of the History of Philosophy è una rivista accademica trimestrale di storia della filosofia, sottoposta a revisione paritaria. Il periodico fu fondato nel 1963 a seguito di una mozione della divisione occidentale dell'American Philosophical Association approvata nel '57. La rivista è pubblicata dalla Johns Hopkins University Press  e copre tutti i temi della filosofia occidentale, dalla storia antica fino all'età contemporanea.